# Światowa Organizacja Zdrowia

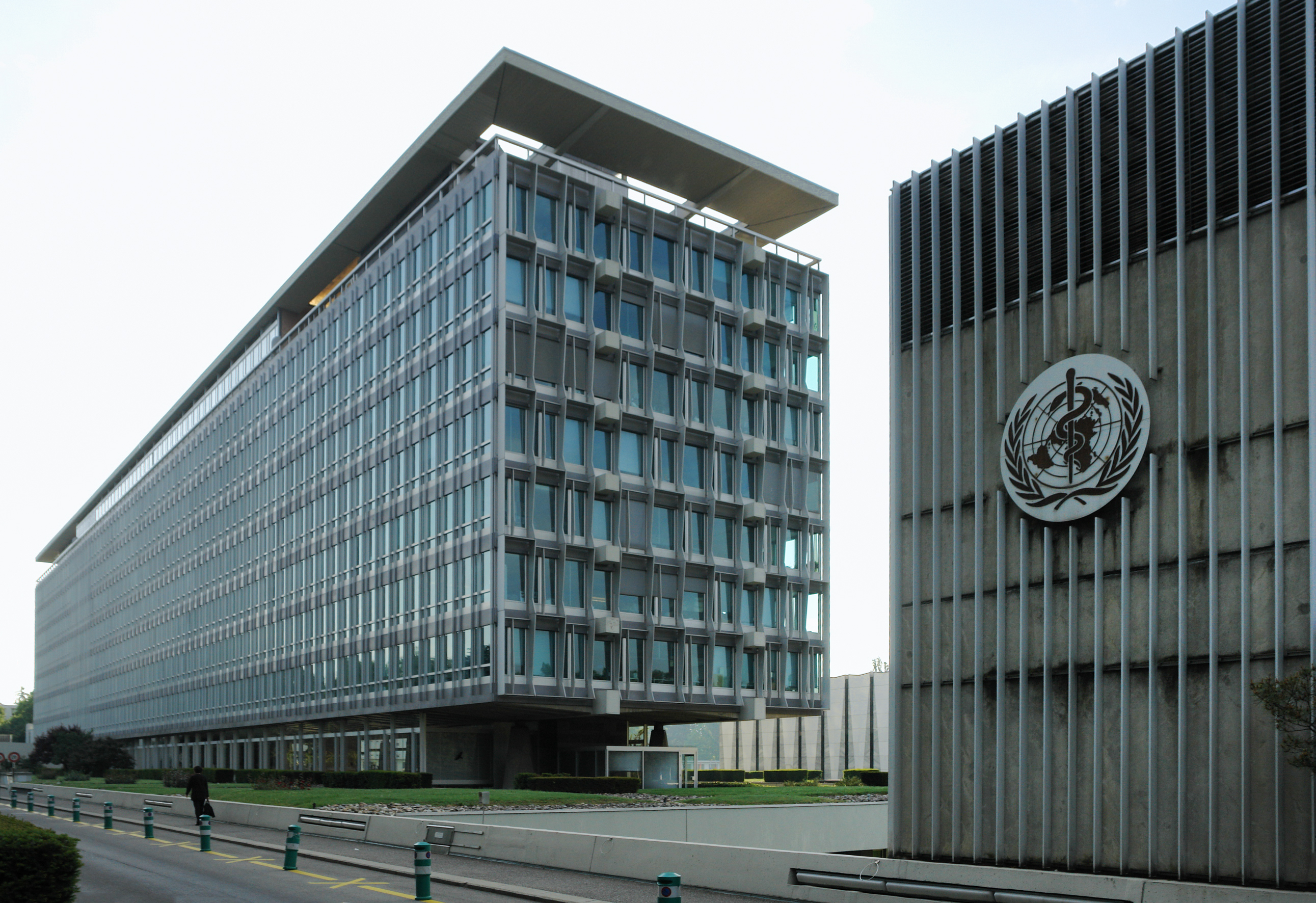
Budynek centrali WHO w Genewie

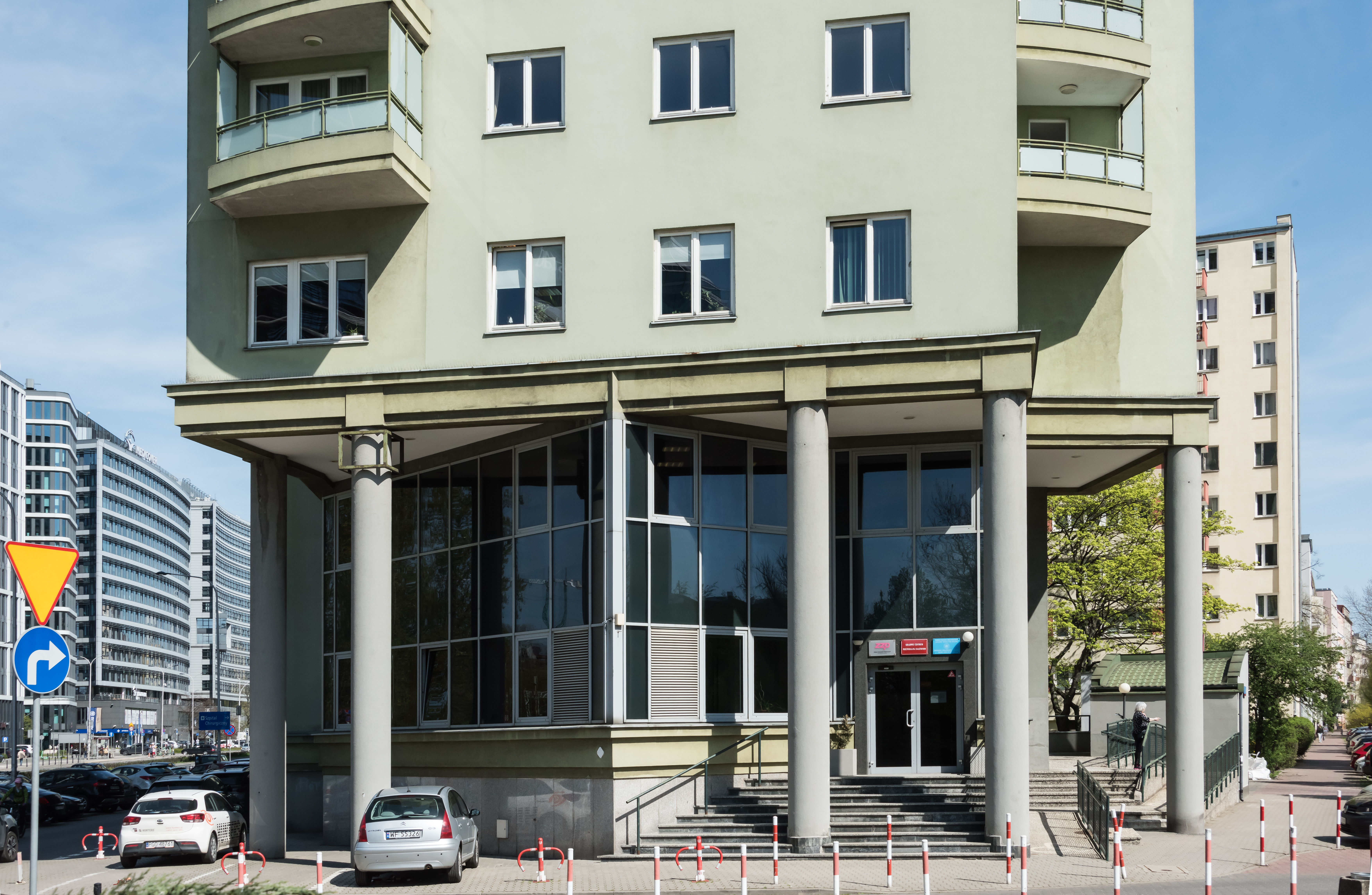
Biuro WHO w Polsce, przy Alejach Jerozolimskich 155 w Warszawie

Światowa Organizacja Zdrowia, WHO (ŚOZ; ang. World Health Organization) – organizacja wyspecjalizowana Organizacji Narodów Zjednoczonych (ONZ) z siedzibą w Genewie, odpowiedzialna za zdrowie publiczne.
W 1946 roku ONZ zwołała Międzynarodową Konferencję Zdrowia w Nowym Jorku, na której 61 państw ratyfikowało konstytucję WHO. W 1948 roku, gdy organizacja rozpoczęła działalność, liczba państw członkowskich wynosiła 88. Do WHO należą obecnie (stan na lipiec 2020 r.) 194 kraje.
Głównym świętem organizowanym przez WHO jest przypadający 7 kwietnia (w rocznicę założenia organizacji) Światowy Dzień Zdrowia.
Zadaniem WHO jest działanie na rzecz zwiększenia współpracy między państwami w dziedzinie ochrony zdrowia i zwalczania epidemii chorób zakaźnych, a także ustalanie norm dotyczących składu leków i jakości żywności. Organizacja dąży również do zapewnienia opieki medycznej jak największej liczbie ludności świata oraz zmniejszenia wskaźnika umieralności niemowląt.
Do największych sukcesów tej organizacji należy zwalczanie epidemii groźnych chorób, takich jak: ospa prawdziwa, gruźlica, malaria, cholera czy dżuma poprzez masowe szczepienia.

## Struktura organizacyjna

Biura regionalne oraz ich zasięg terytorialny

W skład struktury organizacyjnej WHO wchodzą: Światowe Zgromadzenie Zdrowia, Rada Wykonawcza, Sekretariat oraz 6 biur regionalnych. Kierunki działalności organizacji są ogłaszane w wydawnictwie periodycznym Official Records of the World Health Organization.
Oprócz centrali mieszczącej się w Genewie, WHO posiada biura regionalne: dla Afryki – w Brazzaville, dla obu Ameryk – w Waszyngtonie, dla Azji Południowo-Wschodniej – w Nowym Delhi, dla Europy w Kopenhadze, dla regionu śródziemnomorskiego – w Kairze, dla regionu zachodniego Pacyfiku – w Manili.

### Członkostwo w WHO
Państwa członkowskie WHO wyznaczają delegacje do Światowego Zgromadzenia Zdrowia – najwyższego organu decyzyjnego WHO. Wszystkie państwa członkowskie ONZ mogą stać się członkami tej organizacji, a zgodnie z informacjami na stronie internetowej WHO – pozostałe państwa także mogą być przyjęte do Organizacji, jeśli ich wniosek zostanie poparty przez zwykłą większość głosów Światowego Zgromadzenia Zdrowia.
Państwa nienależące do ONZ mogą uzyskać status członka zrzeszonego, co łączy się z dostępem do pełnego spektrum informacji. Członkowie zrzeszeni mają ograniczone prawo głosu. Państwa nienależące do ONZ mogą ubiegać się także o status obserwatora.
Republika Chińska (Tajwan) była jednym z członków-organizatorów WHO, jednak została zmuszona do opuszczenia Organizacji po tym, jak Chińska Republika Ludowa została przyjęta do ONZ w 1972 roku. Od 2007 roku Tajwan corocznie wnioskował o przyjęcie go do Organizacji jako „podmiot zdrowotny”, ale jego wniosek był odrzucany ze względu na naciski Chin. Chiny roszczą pretensje co do suwerenności Tajwanu i reprezentują stanowisko, iż Tajwan ma swoje przedstawicielstwo w systemie Organizacji w postaci Chin.
W lipcu 2020 roku Stany Zjednoczone oficjalnie wyraziły zamiar jej opuszczenia, jednak następca Donalda Trumpa, prezydent Joe Biden odwołał planowane wycofanie się i ogłosił w styczniu 2021 roku, że USA wznowią finansowanie organizacji.
Polska jest państwem członkowskim WHO od początku jej działalności (7 kwietnia 1948 r.). Jest również członkiem Biura Regionalnego Światowej Organizacji Zdrowia dla Europy (WHO EURO) z siedzibą w Kopenhadze. Polskie biuro zostało utworzone w lipcu 1992 roku.

### Władze WHO
Władzą naczelną WHO jest Światowe Zgromadzenie Zdrowia, które stanowią przedstawiciele wszystkich państw członkowskich, zbierające się raz do roku w Genewie. Zgromadzenie wybiera na okres 3 lat Komitet Wykonawczy. W jego skład wchodzi 34 ekspertów w dziedzinie zdrowia. Osoby te są rekomendowane przez państwa członkowskie. Zadaniem Komitetu jest realizacja decyzji i wytycznych Zgromadzenia. Zgromadzenie zatwierdza strategię finansową Organizacji, weryfikuje i zatwierdza przedłożony projekt budżetu oraz mianuje Dyrektora Generalnego.
Sekretariat obejmuje około 8000 fachowców w dziedzinie zdrowia i dziedzinach pokrewnych, którzy pracują w centrali w Genewie, w biurach regionalnych, a także w państwach członkowskich. Na czele Sekretariatu WHO stoi Dyrektor Generalny, wybierany co pięć lat przez Światowe Zgromadzenie Zdrowia.

## Spektrum działania
Obok koordynowania międzynarodowych działań w celu monitorowania epidemii chorób, takich jak SARS, malaria i AIDS, WHO sponsoruje programy mające na celu zapobieganie i leczenie tych chorób, a także wspiera rozwój i rozprowadzanie bezpiecznych i efektywnych szczepionek i leków. Po przeszło dwóch wiekach walki z ospą, organizacja zadeklarowała w 1980 roku, że choroba została zwalczona. Celem WHO jest też całkowite wyeliminowanie choroby Heinego-Medina (w 2015 r. ogłoszono wyeliminowanie na całym świecie dzikiego szczepu polio typu II).
W lutym 2007 roku specjaliści spotkali się w siedzibie głównej WHO w Genewie i donieśli, że ich praca nad szczepionką przeciwko ptasiej grypie, przyniosła pozytywne rezultaty. Przeprowadzono więcej niż 40 badań klinicznych wśród osób starszych i dzieci. Wszystkie szczepionki jak dotąd wydają się bezpieczne i całkowicie tolerowane we wszystkich grupach, które poddano badaniu. W październiku 2006 roku WHO przekazała pierwszy oficjalny światowy zestaw narzędzi dla Zimbabwe (problem AIDS), czyniąc je tym samym międzynarodowym standardem.
Od 2005 roku WHO udostępnia na platformie internetowej International Clinical Trials Registry Platform (ICTRP) przeglądy tysięcy zarejestrowanych medycznych badań klinicznych, wykonanych na świecie zgodnie z zaleceniami CONSORT. Platforma działa zgodnie z zasadą, że rejestracja wszystkich wiarygodnych badań dotyczących interwencji medycznych jest naukowym, etycznym i moralnym obowiązkiem.
Obok swojej pracy przy eliminacji chorób, WHO realizuje wiele kampanii związanych z prewencyjną ochroną zdrowia – przykładem kampania na rzecz podniesienia konsumpcji owoców i warzyw oraz kampania mająca na celu zniechęcanie do używania tabaki.
W kwietniu 2003 roku WHO i FAO sporządziły wspólny raport, w którym zalecają, aby cukier stanowił nie więcej niż 10% dziennego spożycia. Dokument ten doprowadził do lobbingu przemysłu cukierniczego przeciwko zaleceniom, na co WHO odpowiedziało załączając do raportu oświadczenie „Konsylium uznaje, że cel bezcukrowej populacji lub dziennego spożycia mniej niż 10% cukru jest kontrowersyjny”, ale pozostało przy swoich rekomendacjach opierając się na własnych analizach badań naukowych.

### Światowy plan działań na rzecz zdrowia pracownika
Przy współpracy z 60. światowym zgromadzeniem zdrowia, WHO nakreśliło światowy plan działania na rzecz zdrowia pracowniczego, aby chronić i promować zdrowie w miejscu pracy oraz poprawić realizację i dostęp do usług medycyny pracy, włączyć zagadnienie zdrowia pracownika do innych głównych zasad. Organizacja kładzie na to nacisk, ponieważ istnieją luki prawne w obrębie państw z pominięciem statusu zdrowia pracowników i ich narażeniem na niebezpieczeństwa związane z pracą. Zgodnie z WHO, jedynie niewielka część kadry pracowniczej ma dostęp do usług medycyny pracy. Plan działania organizacji koncentruje się na aspektach zdrowia pracownika, włączając w profilaktykę podstawowe zapobieganie niebezpieczeństwom związanym z pracą, obronę i promocję zdrowia pracowników, warunków zatrudnienia i lepszej reakcji ze strony systemu zdrowia względem zdrowia pracowników.

### Dodatkowe zadania
Oprócz ustalonej misji, międzynarodowe traktaty wyznaczają organizacji różne zadania dodatkowe. Przykładami są: Jednolita konwencja o środkach odurzających oraz Konwencja o substancjach psychotropowych, które skłoniły WHO do publikacji wiążących ocen medycznych i naukowych psychoaktywnych leków oraz zaleceń, jak powinny być one regulowane.
WHO stosuje się do Międzynarodowej Klasyfikacji Chorób (ang. ICD). W 1992 roku została opublikowana dziesiąta rewizja tejże klasyfikacji, a jej wersja do wglądu jest dostępna w trybie on-line na stronie internetowej WHO.
W 2014 roku Światowa Organizacja Zdrowia przyjęła rezolucję WHA67.8 Comprehensive and coordinated efforts for the management of autism spectrum disorders, w sprawie zaspokojenia potrzeb społeczno-ekonomicznych osób z zaburzeniami ze spektrum autyzmu i innymi zaburzeniami rozwojowymi oraz powiązanymi niepełnosprawnościami (ochrona godności, potrzeby finansowe i administracyjne, edukacja i in.).
WHO przechowuje wzór listy najważniejszych leków, które wszystkie krajowe systemy zdrowia powinny udostępniać w przystępnej cenie dla społeczeństwa.

### Finansowanie
WHO jest finansowane poprzez składki państw członkowskich oraz dotacje podmiotów zewnętrznych. Od 2020 roku najwięcej środków wpłacają Stany Zjednoczone, które przekazują ponad 400 milionów dolarów rocznie – składki USA na WHO są finansowane poprzez Departament Stanu USA. W 2018 roku największymi fundatorami były: Stany Zjednoczone, Bill & Melinda Gates Foundation, Wielka Brytania, Niemcy i Gavi (Vaccine Alliance). Rada Wykonawcza WHO utworzyła w 2021 roku Grupę Roboczą ds. Zrównoważonego Finansowania, której zadaniem było ponowne przeanalizowanie strategii finansowania WHO i przedstawienie rekomendacji. Jej zalecenia zostały przyjęte przez Światowe Zgromadzenie Zdrowia w 2022 roku.

### Reforma Światowej Organizacji Zdrowia
Od 2010 roku WHO prowadzi kompleksowe reformy mające na celu sprostanie istniejącym problemom i podjęcie nowych wyzwań zdrowotnych XXI wieku. Reformy te zgrupowane są w następujących trzech dziedzinach:
- definiowanie priorytetów i programów zdrowotnych[28],
- reforma zarządzania strategicznego[29],
- reforma struktur i procedur organizacyjnych[30].

## Dyrektorzy generalni Światowej Organizacji Zdrowia
| Lp. | Imię i nazwisko            | Okres urzędowania | Kraj pochodzenia |
| --- | -------------------------- | ----------------- | ---------------- |
| 1   | Brock Chisholm             | 1948–1953         | Kanada           |
| 2   | Marcolino Gomes Candau     | 1953–1973         | Brazylia         |
| 3   | Halfdan Mahler             | 1973–1988         | Dania            |
| 4   | Hiroshi Nakajima           | 1988–1998         | Japonia          |
| 5   | Gro Harlem Brundtland      | 1998–2003         | Norwegia         |
| 6   | Lee Jong-wook              | 2003–2006         | Korea Południowa |
| 7   | Anders Nordström           | 2006–2007         | Szwecja          |
| 8   | Margaret Chan              | 2007–2017         | Chiny            |
| 9   | Tedros Adhanom Ghebreyesus | od 2017           | Etiopia          |

## Polacy w strukturach WHO
| Lp. | imię i nazwisko            | okres urzędowania | stanowisko                              |
| --- | -------------------------- | ----------------- | --------------------------------------- |
| 1   | Witold J. Rudowski         | 1985-1988         | Rada Wykonawcza                         |
| 2   | Katarzyna Drążek-Laskowska | 2024-2027         | Rada Wykonawcza                         |
| 3   | Ewa Nowacka                | 2024-?            | Regionalna Grupa Ewaluacyjna dla Europy |

## Kontrowersje
- W styczniu 2010 roku Rada Europy przesłuchała przedstawicieli WHO oraz koncerny farmaceutyczne. Zarzucono im nagłośnienie zagrożenia zachorowania na grypę H1N1 oraz nieuzasadnione ogłaszanie pandemii[35] w celu umożliwienia sprzedaży szczepionek. W trakcie przesłuchania doradca WHO ds. pandemii grypy Keiji Fukuda oświadczył, że nie było nacisków ze strony koncernów farmaceutycznych, a eksperci/konsultanci podpisują deklarację o braku konfliktu interesów oraz że pandemia, która została formalnie ogłoszona, nie zakończyła się, a wirus A/H1N1 jest obecny na całym świecie. Komisja ekspertów wybranych przez WHO oceniła jednomyślnie, że spełnione zostały wszystkie kryteria potrzebne by ogłosić pandemię. Z kolei w opinii uczestniczących w przesłuchaniu ekspertów–epidemiologów doktorów: Wolfganga Wodarga oraz Ulricha Keila nie było podstaw do ogłoszenia pandemii. Ich zdaniem, na tę decyzję miały wpływ koncerny farmaceutyczne, które finansują badania[36].

- W 2019 roku na stronie internetowej agencji Reuters, ukazał się artykuł informujący o tym, że według WHO e-papierosy nie pomagają w zmniejszeniu zachorowalności osób palących na raka[37]. Temat budzi wiele kontrowersji. Jednocześnie nadal nie zostały przeprowadzone wystarczające badania pozwalające zbadać częstość występowania raka wśród osób, które od zawsze paliły tylko e-papierosy i nigdy nie paliły tytoniu.

## Wyróżnienia
- Order Amílcara Cabrala I klasy (Republika Zielonego Przylądka, 2024)[38]